# The Collector of Pearls
The Collector of Pearls è un cortometraggio muto del 1913 diretto da Charles H. France. Prodotto dalla Selig Polyscope Company e sceneggiato da Gilson Willets, il film aveva come interpreti Palmer Bowman, Lyllian Leighton, Edith De Valmaseda, John Lancaster.

## Trama
Una ballerina americana è cripticamente e ingannevolmente pubblicizzata come "La Perla d'Oriente". J. Pearl Collector, un collezionista di gemme milionario, vede la pubblicità e pensa che "La Perla d'Oriente", sia una vera perla. Al fine di placare l'ira della sua aitante amata, il milionario ordina che la perla sia inviata a casa sua. Il manager della ballerina riceve il messaggio e vede in questo errore la possibilità di ottenere un po' di pubblicità gratuita per la sua stella danzante. Mette "La Perla d'Oriente" in un baule e la manda a casa del miliardario. La gelosa consorte del collezionista, Elettra, vedendo il baule aperto e la ballerina che ne esce, e va su tutte le furie. La danzatrice, spaventata, fugge e si nasconde nel caveau del milionario. Il fidanzato e il manager della perla credendo che fosse stata rapita, minacciano di morte il collezionista e altre terribili sevizie, se non la consegna entro una certa ora. Ne derivano tante complicazioni, ma alla fine l'intreccio è sciolto in modo soddisfacente per tutti gli interessati.

## Produzione
Il film fu prodotto dalla Selig Polyscope Company.

## Distribuzione
Distribuito dalla General Film Company, il film - un cortometraggio di una bobina - uscì nelle sale cinematografiche statunitensi il 4 marzo 1913.